# Jakub Mareš
Jakub Mareš (* 26. ledna 1987, Teplice) je český fotbalový útočník či záložník a bývalý mládežnický reprezentant, od sezóny 2019/2020 hráč Teplic. Mimo Česko působil na klubové úrovni na Slovensku. Jeho fotbalovým vzorem je Zlatan Ibrahimović. Je ženatý, s manželkou má syna Jakuba (* 2017).

## Klubová kariéra

### FK Teplice
S fotbalem začínal v týmu FK Teplice, jehož je odchovanec. Svoji ligovou premiéru v dresu mužstva si odbyl 10. dubna 2005 ve 22. kole v souboji s celkem SFC Opava (výhra 1:0), na hřiště přišel v 90. minutě namísto Pavla Verbíře. Poprvé v lize za Teplice skóroval v zápase 15. kola ročníku 2007/08 proti klubu Bohemians 1905, když v osmé minutě zvyšoval na konečných 2:0.

#### Sezóna 2008/09
Své první branky v sezoně docílil 3. 8. 2008 v souboji s Dynamem České Budějovice a podílel se na vysokém domácím vítězství 4:0. Následně se trefil proti Baumitu Jablonec, když v 71. minutě vsítil první branku střetnutí. Teplice nakonec porazily svého soka na jeho hřišti v poměru 2:0. Potřetí a počtvrté skóroval v duelech s Tescomou Zlín (remíza 1:1) a celkem Bohemians Praha (výhra 1:0). Svého pátého přesného střeleckého zásahu se dočkal proti klubu SK Kladno v 68. utkání 27. kola hraného 10. května 2009, Teplice vyhrály 2:1. S týmem došel na jaře 2009 až do finále Poháru ČMFS, v němž Teplice porazily na neutrální půdě na pražském Stadionu Evžena Rošického mužstvo 1. FC Slovácko 1:0. Během roku si připsal celkem 24 ligových zápasů.

#### Sezóna 2009/10
Na podzim 2009 se s teplickým klubem představil ve 4. předkole – play-off Evropské ligy UEFA 2009/10 proti izraelskému celku Hapoel Tel Aviv FC, se kterým po prohře 1:2 a remíze 1:1 vypadl.
Svoji první branku v ročníku dal v souboji čtvrtého kola proti týmu Bohemians Praha (výhra 3:1), prosadil se ve 29. minutě. Podruhé v sezoně rozvlnil síť soupeřovy brány 31. 8. 2009 v duelu s klubem 1. FC Brno (výhra 3:2), když minutu před koncem zvyšoval na 3:1. Následně skóroval dvakrát v souboji s celkem 1. FK Příbram (výhra 3:0), trefil se ve 34. a v 60. minutě. Celkem v ročníku 2009/10 odehrál v lize 13 utkání.

#### Sezóna 2010/11
Poprvé v sezoně se střelecky prosadil proti Příbrami ve 2. kole hraném 25. července 2010, na hřiště přišel jako střídající hráč a v 87. minutě snížil na konečných 1:2. Své další branky docílil v sedmém kole v souboji s Baníkem Ostrava, když ve 47. minutě rozhodl o vítězství Teplic jediným gólem střetnutí. Potřetí a počtvrté skóroval proti týmu FK Mladá Boleslav, utkání skončilo remízou 3:3. Následně se střelecky prosadil 14. 11. 2010 v 16. kole v odvetě s Příbramí. Mareš v 17. minutě otevřel skóre zápasu, který nakonec skončil nerozhodně v poměru 1:1. Šestý gól dal v 18. minutě v souboji s Dynamem České Budějovice (remíza 2:2). Posedmé skóroval v odvetném střetnutí s Baníkem Ostrava, když v 71. minutě zvyšoval na konečných 4:0. Během roku nastoupil k 28 ligovým utkáním.

### MFK Ústí nad Labem (hostování)
Před sezonou 2005/06 odešel na rok hostovat do mužstva MFK Ústí nad Labem. Během tohoto angažmá ve druhé lize odehrál celkem 19 zápasů, v nichž se jednou střelecky prosadil.

### 1. FC Slovácko (hostování)
V červenci 2006 jeho kroky vedly na hostování do Slovácka. Premiéru v dresu tohoto klubu si připsal 5. srpna 2006 ve druhém kole v souboji s Mladou Boleslavi, na hrací plochu přišel v 71. minutě namísto Pavla Malcharka. Slovácko podlehlo soupeři doma 0:2. Za rok si připsal celkem 14 střetnutí v nejvyšší soutěži.

### AC Sparta Praha (hostování)
V létě 2011 zamířil na hostovat do Sparty Praha, smlouva na půl roku obsahovala i opci na případný přestup. S "letenským" celkem se představil v předkolech Evropské ligy UEFA 2011/12, kde Sparta postoupila přes klub FK Sarajevo z Bosny a Hercegoviny (výhry 5:0 a 2:0) do čtvrtého předkola – play-off proti rumunskému týmu FC Vaslui, se kterým vypadla po prohře 0:2 a výhře 1:0.
Ligový debut v dresu Sparty si odbyl v prvním kole hraném 31. 7. 2011 v souboji s Českými Budějovicemi (výhra 4:2), na hřiště přišel pět minut před konci zápasu a vystřídal Libora Sionka. Svůj první přesný střelecký zásah zaznamenal ve 4. kole v souboji s mužstvem FC Hradec Králové, pražský celek díky jeho brance ze 17. minuty zvítězil doma v poměru 1:0. Podruhé za Spartu skóroval proti Viktorii Žižkov (výhra 4:1). Na podzim 2011 odehrál 12 ligových utkání, nastupoval rovněž za druholigovou rezervu.

### FK Mladá Boleslav
V zimním přestupovém období sezony 2011/12 odešel za cca 10 milionů Kč z Teplic na přestup do Mladé Boleslavi, s jejímž vedením uzavřel kontrakt do léta 2015.

#### Sezóna 2011/12
Svoji ligovou premiéru v dresu Mladé Boleslavi si odbyl 19. února 2012 v 17. kole proti Baníku Ostrava (výhra 2:1), na hřiště přišel v 90. minutě místo Jana Chramosty. První ligový gól v mladoboleslavském celku si připsal v souboji se Sigmou Olomouc (prohra 2:3), prosadil se i v následujícím 25. kole hraném 15. dubna 2012 při vítězství 3:1 nad klubem Bohemians 1905. Potřetí skóroval 29. 4. 2012 z penalty do sítě Dukly Praha, Mladá Boleslav zvítězila na půdě soupeře 2:1. Během půl roku nastoupil v lize ke 13. střetnutím.

#### Sezóna 2012/13
Na podzim 2012 s mladoboleslavským celkem postoupil přes tým Thór Akureyri z Islandu (výhry 3:0 a 1:0) do třetího předkola Evropské ligy UEFA 2012/13, v němž Boleslav nepostoupila po dvou prohrách 0:2 přes nizozemské mužstvo FC Twente.
Svoji první ligovou branku dal v souboji s Dynamem České Budějovice (výhra 3:2), trefil se v 57. minutě a snižoval na 1:2. Následně otevíral skóre zápasu v 56. minutě 13. kola proti Spartě Praha, svému bývalému zaměstnavateli. Utkání nakonec skončilo remízou 1:1. Potřetí v ročníku vsítil gól ve 21. kole hraném 29. března 2013 z pokutového kopu ve střetnutí se Slováckem (výhra 2:0), když proti své bývalému celku otevřel ve 21. minutě skóre zápasu. V sezoně 2012/13 se s Mladou Boleslaví probojoval do finále českého poháru proti Baumitu Jablonec. Zápas dospěl po remíze 2:2 do penaltového rozstřelu, který mladoboleslavští prohráli poměrem 4:5. Celkem v sezoně odehrál 28 ligových střetnutí.

### FK Dukla Praha

#### Sezóna 2013/14
V srpnu 2013 jeho kroky vedly na hostování s opcí do Dukly Praha. Svoji ligovou premiéru v dresu mužstva si odbyl 31. 8. 2013 v 7. kole v souboji s Příbramí (výhra 2:0), na hřišti pobyl do 66. minuty. Poprvé za Duklu skóroval ve 13. kole, kdy jedinou branku z 64. minuty zápasu rozhodl o výhře pražského celku. Následně se trefil do sítě Teplic, svého bývalého zaměstnavatele a podílel se na vítězství 3:1. Potřetí se střelecky prosadil ve 24. kole v souboji s Jabloncem (výhra 4:1), když v první minutě otevřel skóre střetnutí. Během ročníku 2013/14 si na své konto připsal 20 utkání v lize.

#### Sezóna 2014/15
Před sezonou 2014/15 Dukla uplatnila předkupní právo a po podpisu dvouleté smlouvy získala Mareše natrvalo. V 18. kole hraném 27. února 2015 se trefil poprvé v sezoně, když v 83. minutě souboje se Slovanem Liberec (výhra 3:1) zvyšoval na 3:0. Následně skóroval v duelu 30. kola proti Baníku Ostrava, když deset minut před koncem srovnal na konečných 1:1. Během roku odehrál v 27 ligových střetnutí.

#### Sezóna 2015/16
Svůj první gól v ročníku zaznamenal proti Mladé Boleslavi, zápas nakonec skončil remízou 2:2. V následujícím 25. kole skóroval ve 43. a v 73. minutě v souboji s Jabloncem, Dukla vyhrála doma vysoko 6:1. Počtvrté vsítil branku 30. dubna 2016 proti Příbrami (remíza 2:2), když se prosadil ve 33. minutě. V sezoně 2015/16 si připsal celkem 25 utkání v lize.

### MFK Ružomberok
V létě 2016 po skončení kontraktu s Duklou odešel jako volný hráč (zadarmo) na Slovensko do klubu MFK Ružomberok, jehož "áčko" vedl z pozice hlavního trenéra Norbert Hrnčár.
Ligový debut v dresu Ružomberku si odbyl 16. 7. 2016 v 1. kole slovenské nejvyšší soutěže v souboji s Tatranem Prešov (výhra 1:0), odehrál 75 minut. První střelecký zásah v ružomberském dresu zaznamenal v následujícím kole proti týmu MŠK Žilina, ale pouze snižoval na konečných 2:3. V rozmezí 5.–8. kola skóroval čtyřikrát, když dal dvě branky do sítě Slovanu Bratislava (prohra 2:3) a po jednom zásahu zaznamenal do sítí týmů AS Trenčín (prohra 1:3) a MFK Zemplín Michalovce (výhra 4:0). Pošesté v ročníku se trefil v devátém kole hraném 17. září 2016, kdy se svým gólem z 82. minuty podílel na vítězství 6:1 nad ViOnem Zlaté Moravce – Vráble. Svoji sedmou branku zaznamenal v 19. kole v souboji s mužstvem FK Senica, Ružomberok porazil soupeře na domácí půdě v poměru 2:1. Poosmé se trefil 1. 3. 2017 v odvetě se Zemplínem Michalovce (výhra 3:1), když v 70. minutě zvyšoval na 2:0. V rozmezí 25.–28. kola skóroval pětkrát, když dal po jednom gólu proti Spartaku Trnava (výhra 1:0), Slovanu Bratislava (výhra 2:1) a Trenčínu (prohra 1:2), dvakrát skóroval do sítě Michalovců (výhra 3:1). Svoji čtrnáctou branku dal 27. května 2017 v posledním 33. kole v souboji s klubem FC DAC 1904 Dunajská Streda, když ve 36. minutě zvyšoval na konečných 2:0. Během roku odehrál 31 ligových střetnutí, v nichž zaznamenal 14 gólů a stal se stejně jako Rangelo Janga (AS Trenčín) a Michal Škvarka (MŠK Žilina) třetím nejlepším střelcem soutěže. Ružomberku rovněž pomohl ke konečnému třetímu místu v tabulce a návratu do pohárové Evropy. Dostal se i do nejlepší jedenáctky Fortuna ligy 2016/17.

### ŠK Slovan Bratislava
V červnu 2017 přestoupil do Slovanu Bratislava a s vicemistrem z ročníku 2016/17 uzavřel kontrakt na dva roky. První soutěžní utkání za Slovan absolvoval 23. června 2017 na Městském fotbalovém stadionu Miroslava Valenty v Uherském Hradišti v rámci 1. ročníku Česko-slovenského Superpoháru proti Fastavu Zlín. V zápase vstřelil za přispění teče Róberta Matejova vedoucí branku, ale Zlín dokázal vyrovnat a v penaltovém rozstřelu strhnout vítězství na svou stranu. 6. 7. 2017 vstřelil hattrick v odvetě prvního předkola Evropské ligy UEFA 2017/18 proti arménskému celku FC Pjunik Jerevan, Slovan zvítězil vysoko 5:0 a i díky výhře 3:1 z prvního utkání postoupil do dalšího kola. Ve druhém předkole "belasí" narazili na tým Lyngby BK z Dánska, s nímž po prohrách 0:1 a 1:2 vypadli.
Premiéru v lize za Slovan si odbyl 23. 7. 2017 v úvodním kole v souboji s Tatranem Prešov, když odehrál 77 minut a třemi brankami se výraznou měrou podílel na vítězství 5:1 na hřišti soupeře. Svůj čtvrtý přesný zásah zaznamenal ve 3. kole proti Senici (remíza 1:1), trefil se ve druhé minutě. V následujícím zápase otevřel v 53. minutě skóre střetnutí s Dunajskou Stredou (remíza 1:1). Pošesté v sezoně se trefil do sítě mužstva FK Železiarne Podbrezová, Slovan porazil soupeře doma v poměru 4:1. Následně skóroval v osmém a devátém kole, kdy dal po jednom gólu do sítě Ružomberku (výhra 2:1) a Zemplínu Michalovce (výhra 3:1). Podeváté a podesáté se trefil ve 12. kole hraném 14. října 2017 v odvetě s Tatranem Prešov (výhra 3:2), prosadil se v 67. a 77. minutě. Svoji jedenáctou branku v ročníku zaznamenal o čtrnáct dní později v odvetném souboji proti Senici (remíza 2:2), když ve 33. minutě zvyšoval z pokutového kopu na 2:0. Následně se trefil v 18. kole proti Trenčínu, ve 27. minutě vyrovnal na konečných 1:1. Celkem nasázel v dresu Slovanu 12 branek v 18 ligových zápasech. V ročníku 2017/18 se Mareš částečně podílel na vítězství ve slovenském poháru, jehož zisk "belasí" obhájili z předešlé sezony.

### Zagłębie Lubin
Začátkem února 2018 podepsal smlouvu na dva a půl roku s polským prvoligového klubem Zagłębie Lubin, kde působil i jeho krajan Martin Nešpor. V týmu měl nahradit polského střelce Jakuba Świerczoka, který odešel do Ludogorce Razgrad.

## Klubové statistiky
Aktuální k 28. květnu 2018
| Sezona    | Klub                       | Soutěž         | Zápasy | Góly |
| --------- | -------------------------- | -------------- | ------ | ---- |
| 2003/2004 | FK Teplice                 | Gambrinus liga | 0      | 0    |
| 2004/2005 | FK Teplice                 | Gambrinus liga | 3      | 0    |
| 2005/2006 | MFK Ústí nad Labem (host.) | 2. liga        | 19     | 1    |
| 2006/2007 | 1. FC Slovácko (host.)     | Gambrinus liga | 14     | 0    |
| 2007/2008 | FK Teplice                 | Gambrinus liga | 24     | 1    |
| 2008/2009 | FK Teplice                 | Gambrinus liga | 24     | 5    |
| 2009/2010 | FK Teplice                 | Gambrinus liga | 13     | 4    |
| 2010/2011 | FK Teplice                 | Gambrinus liga | 28     | 7    |
| 2011/2012 | AC Sparta Praha (host.)    | Gambrinus liga | 12     | 2    |
| 2011/2012 | FK Mladá Boleslav          | Gambrinus liga | 13     | 3    |
| 2012/2013 | FK Mladá Boleslav          | Gambrinus liga | 28     | 3    |
| 2013/2014 | FK Mladá Boleslav          | Gambrinus liga | 2      | 0    |
| 2013/2014 | FK Dukla Praha (host.)     | Gambrinus liga | 20     | 3    |
| 2014/2015 | FK Dukla Praha             | Synot liga     | 27     | 2    |
| 2015/2016 | FK Dukla Praha             | Synot liga     | 25     | 4    |
| 2016/2017 | MFK Ružomberok             | Fortuna liga   | 31     | 14   |
| 2017/2018 | ŠK Slovan Bratislava       | Fortuna liga   | 18     | 12   |
| 2017/2018 | Zagłębie Lubin             | Ekstraklasa    | 15     | 4    |

## Reprezentační kariéra
Od svých 16 let působil v mládežnických reprezentačních výběrech České republiky.
Byl také součástí mládežnického reprezentačního týmu ČR do 20 let, který na Mistrovství světa hráčů do 20 let 2007 konaném v Kanadě získal stříbrné medaile, když ve finále podlehl Argentině 1:2. Mareš se gólově prosadil v osmifinále proti Japonsku, kde vyrovnával v 77. minutě z pokutového kopu na 2:2. Zápas dospěl do prodloužení, které rozhodnutí nepřineslo. Penaltový rozstřel ČR zvládla poměrem 4:3 a postoupila do čtvrtfinále proti Španělsku.